# In-N-Out Burger
In-N-Out Burger es una cadena de restaurantes de comida rápida del oeste de Estados Unidos, fundada en 1948 y con oficinas principales en Irvine, California. In-N-Out desde entonces se ha expandido a Arizona, Nevada, Oregón, Texas, Utah y Colorado.
La cadena de restaurantes ha desarrollado una base de clientes leales, y es una de las pocas cadenas de comida rápida en los Estados Unidos que paga a sus empleados salarios superiores a los mínimos estatales y federales, de hasta $10 dólares la hora en California (dato a enero de 2008).

## Historia
El primer In-N-Out fue inaugurado el 22 de octubre de 1948 por Harry y Esther Snyder, en la esquina noroeste de la que hoy es la intersección de la Interestatal 10 y la Avenida Francisquito, en el suburbio de Los Ángeles, Baldwin Park, California. 
Tres años después se inauguró su segundo restaurante, que fue abierto en el Valle de San Gabriel. En el momento de la muerte de Harry, en 1975, la compañía tenía ya 18 locales, todos ellos situados en el sur de California, momento en el cual Rich Snyder se convirtió en el presidente de la compañía. Desde 1976 hasta su muerte, en 1993, la cadena vio crecer sus restaurantes, hasta llegar a 93.
En 1984, la empresa estableció la Universidad In-N-Out , que se encuentra justo al lado del original restaurante de Baldwin Park, cuya misión es capacitar a sus empleados para el "mundo real". Como la universidad es un completo servicio de restaurante, sus operaciones son similares a las de cualquier otro In-N-Out, y de un observador desprevenido, no notaría ninguna diferencia, salvo que su superficie es mucho mayor.

En 2004 la universidad original fue demolida, y así nació un nuevo "nivel de formación para el servicio al cliente", junto con un nuevo restaurante con 75 asientos. Tras la conclusión de esta edificación, la ubicación original cerró. Está previsto que la cocina original se conserve como parte de un próximo Museo In-N-Out. 

Condados con al menos una ubicación de In-N-Out (a partir de septiembre de 2015).

El 15 de diciembre de 1993, el entonces presidente de In-N-Out, Rich Snyder, hijo de los fundadores, y otros cuatro pasajeros fallecieron en un accidente aéreo, en un vuelo que partió del aeropuerto de Santa Ana, California, después de la apertura de tienda número 93 en Fresno. 
Snyder iba a bordo de un avión charter. El Boeing 757 quedó atrapado en una turbulencia, y se estrelló cerca de la intersección de la ruta estatal 55 y Edinger Avenue. Como resultado de este accidente el hermano de Rich, Guy, asumió la presidencia. En 1992, In-N-Out abrió su primer restaurante en Las Vegas (en la Avenida Sahara, al oeste de la Interestatal 15 y luego otro en Nellis Boulevard, justo al norte de Charleston Boulevard). 
La expansión se extendió entonces al norte de California, incluyendo un lugar estratégico en San Francisco, en el Fisherman's Wharf. 
En 2000 se establecieron sucursales en Arizona. In-N-Out abrió otros restaurantes en Nevada: Reno, Sparks, y Carson City. En 2007, la apertura de la primera tienda en Tucson, Arizona batió récords de venta de hamburguesas en un día, y también en una semana. La empresa planifica su expansión a Utah en el 2008. 
En junio de 2007, In-N-Out presentó una demanda en contra de un restaurante llamado "Chadders", por infracción de su marca, alegando que el "look and feel" del restaurante estaba demasiado de cerca de la imitación del estilo del logo de In-N-Out. Un juez emitió una orden de restricción temporal contra el parecido, pero el caso aún no se ha resuelto definitivamente.

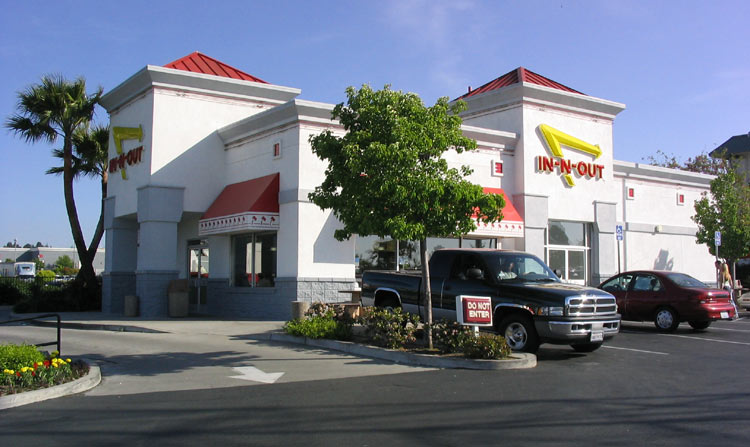
In-N-Out en Medford, Oregón, el primero en el estado

En 1999, Guy murió de una sobredosis de Vicodin. Esther Snyder, la matriarca de la familia fundadora, posteriormente ocupó la presidencia hasta que falleció el 4 de agosto de 2006, a la edad de 86. 
Los herederos de la compañía son Lynsi Martínez, hija de Guy y los nietos de Esther,  Harry y Esther Snyder. Martínez, quien tenía 23 años a la muerte de su abuela, se hizo del control de la empresa en etapas, a lo largo de los siguientes 12 años. Mark Taylor, el exvicepresidente de operaciones, y cuñado de Lynsi Martínez, se convirtió en el quinto presidente de la empresa.

## Cultura
In-N-Out paga a sus empleados mucho más que el mandato federal de salario mínimo de 5,85 dólares por hora y del salario mínimo de California de $8,00 la hora, el cual actualmente se paga a partir de un mínimo de 10,00 dólares por hora. 
Para sus empleados de tiempo completo, la compañía ofrece los beneficios de un empleado de planta, y ofrece beneficios  "complementarios"  como asistencia al pícnic anual de la empresa, regalos en Navidad, la oportunidad de participar en una variedad de actividades patrocinadas por la compañía, así como días de fiesta con pago de salario especial, y vacaciones pagadas. 

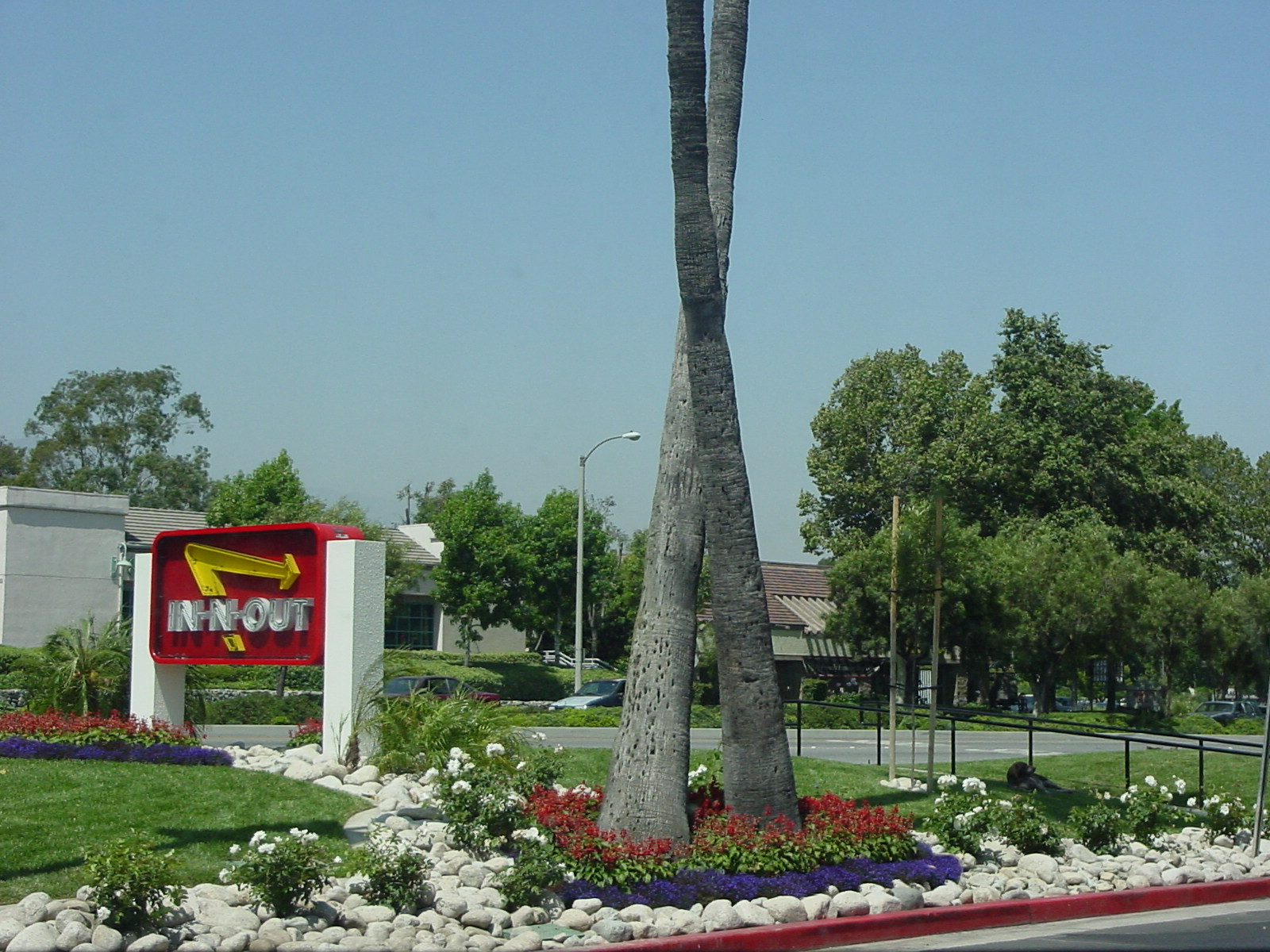
Las famosas palmeras en X de In-N-Out

Según el sitio web de la compañía, en promedio, cada uno de sus 200 gerentes de tienda ganan poco menos de $100.000 dólares al año, y han estado con la compañía durante 13 años, los restaurantes están cierran el día de Navidad, el Día de Acción de Gracias, y en Semana Santa. Es una de las pocas cadenas de comida rápida que ha recibido distinción positiva en el libro Fast Food Nation.
In-N-Out participa activamente en las comunidades a las que sirve. Cada año, la empresa ofrece gratuitamente hamburguesas a los participantes que marchan en el Desfile de las Rosas de Pasadena, dona latas promocionales, organiza donaciones entre sus clientes del 1 al 3 de abril de cada año, en coincidencia con el Mes Nacional para la Prevención del Maltrato Infantil, y financia la recaudación de fondos para apoyar a diversas organizaciones benéficas locales, y organizaciones sin fines de lucro.

## Operación
Al igual que muchas cadenas de restaurantes, los nuevos restaurantes In-N-Out se basan en un conjunto de planos prediseñados, que se eligen en función del espacio disponible y los niveles de tráfico esperados. Si bien la apariencia externa de sus edificios puede variar, para cumplir con los requisitos arquitectónicos y de zonificación locales, el plano interior y la decoración de los restaurantes In-N-Out construidos más recientemente son idénticos. Sin embargo, algunos restaurantes están diseñados especialmente, como los restaurantes en Fisherman's Wharf, San Francisco y Westwood, Los Ángeles. 

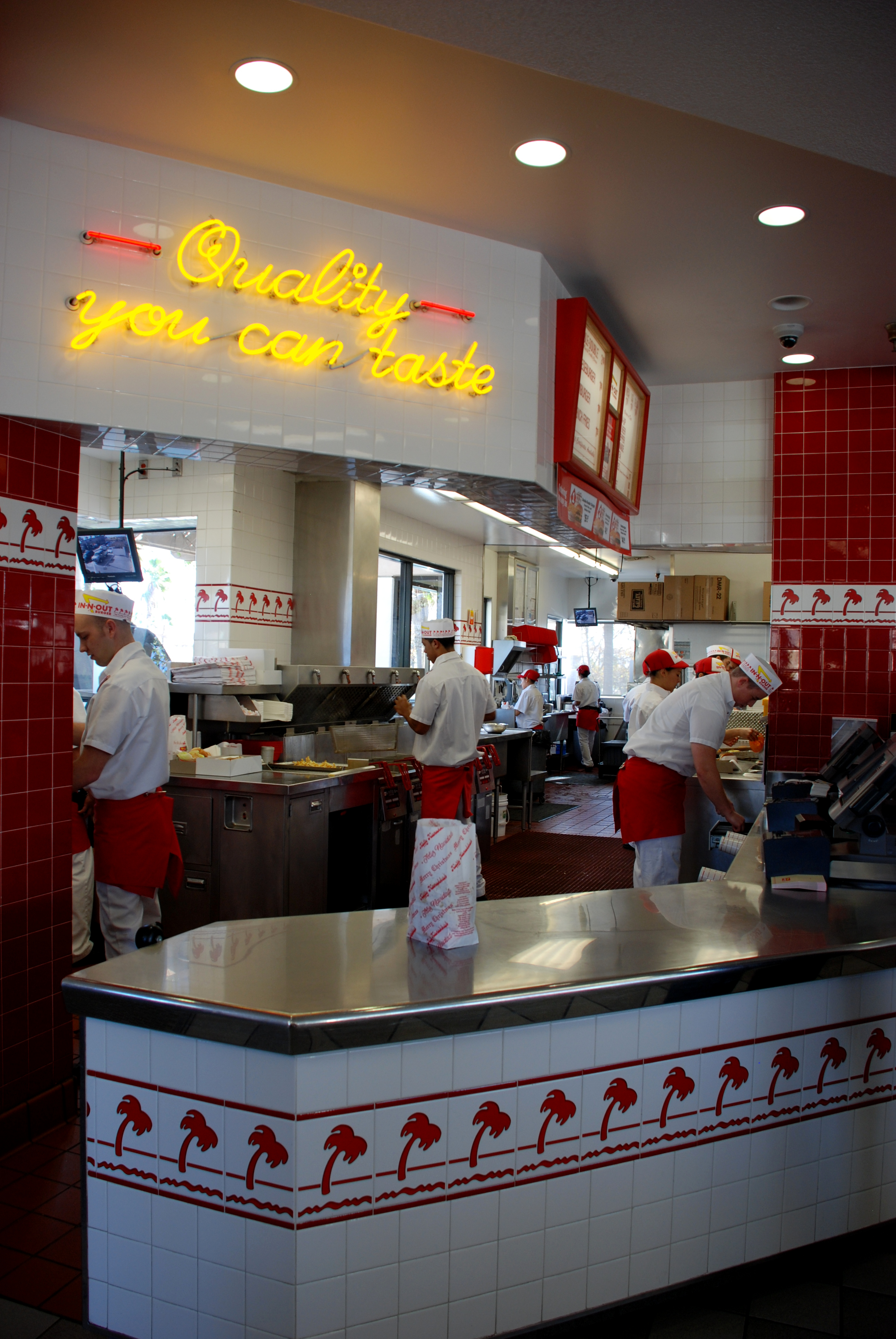
Un interior típico con el lema de la compañía, "Calidad que puedes saborear"

La ubicación típica de hoy tiene un diseño interior que incluye un mostrador de servicio al cliente con registros frente a una cocina y un área de preparación de alimentos. Hay áreas de almacenamiento separadas para productos de papel (servilletas, bolsas, etc.) y productos alimenticios "secos" (patatas, bollos, etc.), así como un refrigerador para productos perecederos (lechuga, queso, pasta para untar, etc.) ), y un refrigerador de carne dedicado para hamburguesas. El área de clientes incluye un comedor interior con una combinación de mesas, mesas y asientos estilo bar. Los asientos al aire libre generalmente también están disponibles, con mesas y bancos. La mayoría de los restaurantes más nuevos tienen una entrada de un solo carril. 
Hay otros elementos de diseño comunes entre las ubicaciones actuales de entrada y salida. A juego con el tema de palmeras inspirado en California de In-N-Out, las palmeras a veces se plantan para formar una "X" frente a los restaurantes. Esta es una alusión a la película favorita del fundador Harry Snyder, Stanley Kramer's It's a Mad, Mad, Mad, Mad World, en la que los personajes buscan un tesoro escondido y lo encuentran bajo "la gran W" hecha por cuatro palmeras, con el medio dos formando una "X".

## Menú
El menú In-N-Out consta de tres variedades de hamburguesas: hamburguesa, hamburguesa con queso y "doble-doble" (dos hamburguesas y dos rebanadas de queso). Patatas fritas y bebidas gaseosas están siempre disponibles, así como tres sabores de batidos. Las hamburguesas vienen con lechuga, tomate, con o sin cebolla (se le pregunta al cliente al realizar el pedido, y pueden prepararlas frescas o a la parrilla), y una salsa, que se llama "untar" (una variante de aderezo Thousand Island).

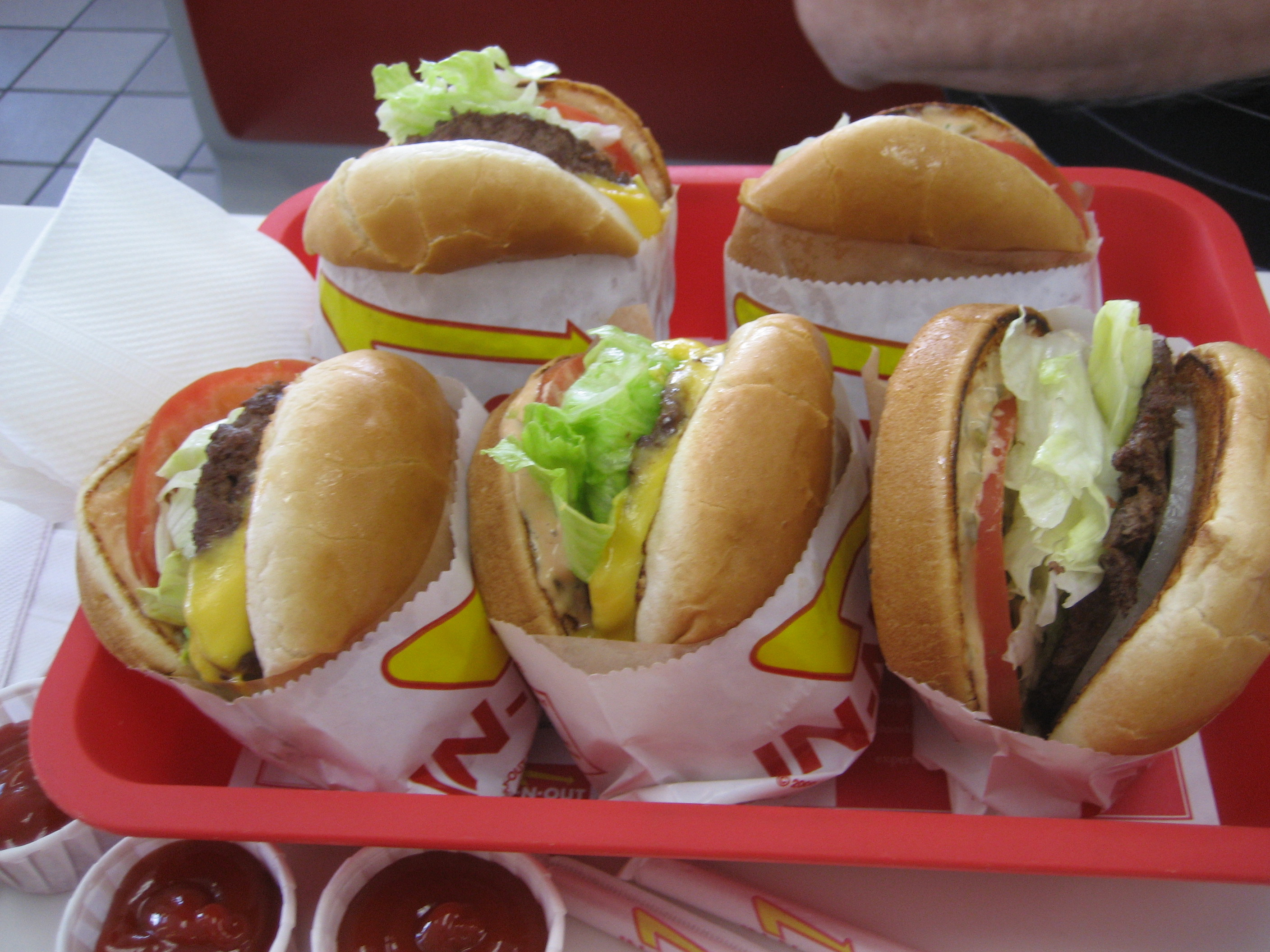
Hamburguesas con queso de In-N-Out

Sin embargo, hay elementos con nombre adicionales que no están en el menú, pero están disponibles en cada In-N-Out. Estas variaciones residen en el "menú secreto" de la cadena, aunque se puede acceder al menú en el sitio web de la compañía. Estas variaciones incluyen 3 × 3 (que tiene tres empanadas y tres rebanadas de queso), 4 × 4 (cuatro empanadas y cuatro rebanadas de queso), batidos napolitanos, sándwich de queso a la parrilla (consta de los mismos ingredientes que las hamburguesas, excepto la carne, más dos rebanadas de queso derretido), Protein Style (envuelto con lechuga; consta de los mismos ingredientes que las hamburguesas, excepto los bollos), y Animal Style (cocinado en una fina capa de mostaza, agregando condimentos que incluyen encurtidos, cebollas asadas y salsa para untar extra ) Las patatas fritas estilo animal vienen con dos rebanadas de queso derretido, untado y cebollas asadas en la parte superior. Los chiles enteros o en rodajas también están disponibles bajo pedido. Tanto Protein como Animal Style son especialidades de la casa que la compañía ha registrado debido a su asociación con la cadena.
Hasta 2005, In-N-Out acomodaba pedidos de hamburguesas de cualquier tamaño agregando empanadas y rebanadas de queso a un costo adicional. Un incidente particularmente famoso que involucró un 100 × 100 (100 empanadas, 100 rebanadas de queso) ocurrió en 2004. Una vez que se corrió la voz del sándwich masivo, la gerencia de In-N-Out no permitió nada más grande que un 4 × 4. También se puede pedir lo que se llama un "holandés errante", que consiste en dos empanadas de carne y dos rebanadas de queso por sí mismo (sin pan, condimentos o vegetales).
En enero de 2018, In-N-Out agregó chocolate caliente con malvaviscos, la primera incorporación al menú en quince años. Sin embargo, no es la primera vez que aparece en el menú; Anteriormente se servía en los restaurantes en sus primeros años, durante la década de 1950. El cacao en polvo es proporcionado por la compañía de chocolate Ghirardelli.
.